# Philippe Bonin
Philippe Bonin, född den 30 april 1955, är en polsk fäktare som tog OS-guld i herrarnas lagtävling i florett i samband med de olympiska fäktningstävlingarna 1980 i Moskva.